# Jonathan Mover
Jonathan Mover (Peabody, 04 de Maio de 1963) é um baterista e engenheiro musical estadunidense, que trabalhou como músico de sessão para uma grande quantidade de artistas e bandas como Aretha Franklin, Fuel, Alice Cooper, Shakira, Julian Lennon, GTR, Everlast, The Tubes, Mick Jagger, Steve Howe, Peter Frampton, Oleander, Celine Dion, Elton John, Stuart Hamm, They Might Be Giants, Frank Gambale, Mike Oldfield, Steve Hackett, Marillion, Beastie Boys, Joe Satriani, Joe Lynn Turner, Dave Koz, Jan Hammer, Jimmy Barnes, Saigon Kick, Alan Friedman, Bernardo Lanzetti, entre outros.
Com Joe Satriani, é ele quem toca bateria no álbum Dreaming No. 11, que teve a faixa The Crush of Love indicada ao Grammy Award para Best Rock Instrumental Performance. É ele também que aparece acompanhando o guitarrista virtuoso no programa MTV Unplugged - Stevie Ray Vaughan & Joe Satriani.
Com o Marillion, ele é um dos compositores do single "Punch and Judy", presente no álbum Fugazi, de 1984.

## Discografia
Com Joe Satriani
- 1988 - Dreaming No. 11
- 1990 - MTV Unplugged - Stevie Ray Vaughan & Joe Satriani (bootleg)